# Silvio Trentin

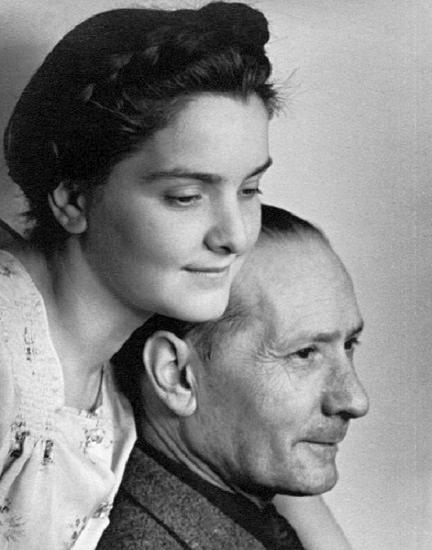
Silvio Trentin mit seiner Tochter Franca

Silvio Trentin (* 11. November 1885 in San Donà di Piave; † 12. März 1944 Monastier di Treviso) war ein italienischer Partisan, Jurist und Universitätsprofessor für Verwaltungsrecht.
Er war der mittlere Sohn von Italia Cian (1860–1941) und Giorgio Trentin (1852–1893) eines Großgrundbesitzers und lebte er bis zu seinem elften Lebensjahr in der Familienresidenz in San Donà di Piave. Er hatte zwei Brüder: Giorgio (* 13. November 1881) und Bruno (* 16. Februar 1892).
Trotz des Verlustes seines Vaters mit sieben Jahren fand Silvio starke Solidarität in der Familie. Sein Onkel väterlicherseits, Antonio Trentin, ein wohlhabender Landbesitzer und Philanthrop, übernahm den Schutz der Familie seines Bruders. Hilfe für die Familie kam auch von seinen Onkeln mütterlicherseits, Alberto Cian und Vittorio Cian.

## Werdegang
In den Grundschulen wurde Silvio Trentin eine patriotische, liberale Vision der Geschichte Italiens vermittelt. Von 1896 bis 1903 besuchte er das staatliche Gymnasium Antonio Canova in Treviso, von wo er 1903 wegen zu überschwänglichen Verhaltens verwiesen wurde und so ab Herbst 1903 seine Hochschulreife am Liceo Classico Marco Foscarini in Venedig erlangte.
Am 9. Dezember 1904 schrieb er sich an der Universität Pisa ein.
Nach seinem Studium der Rechtswissenschaft bei Giovanni Vacchelli (1866–1940), der seine Wertschätzung dadurch zum Ausdruck brachte, dass er ihn seine Abschlussarbeit bereits vor dem Ende der Regelstudienzeit veröffentlichen ließ, wurde er bald Professor für Verwaltungsrecht an den Universitäten von Pisa, Camerino und Venedig.
1919 erlangte er als einziger Kandidat der venezianischen Partito Democratico Sociale Italiano ein Mandat für das Parlament, aus der er nach dem Mord an Giacomo Matteotti und der Abspaltung des Aventin aus der italienischen Republikanischen Partei ausschied.
1922 organisierte Silvio Trentin in San Donà di Piave eine regionale Konferenz zur Melioration. Im selben Jahr unterrichtete er wieder Verwaltungsrecht an der Universität Macerata. Ab 1923 hatte er den Lehrstuhl für öffentliches Recht am Istituto Superiore di Commercio der Universität Venedig.
Seine Schriften behandelten verschiedene Aspekte des öffentlichen Rechts und des Verwaltungsrechts.

### Antifaschistisches Engagement
Als überzeugter Gegner des Faschismus, zog er sich 1925 spontan aus dem Unterricht zurück, ohne die Verpflichtung zu akzeptieren, dem Regime die Treue zu schwören und die absolute Autonomie des Einzelnen zu verteidigen und gegenüber dem entstehenden Regime zu unterrichten. Anschließend flüchtete er nach Südfrankreich, wo er sich weiterhin privat mit dem Recht befasste. Obwohl Silvio Trentin weit entfernt von den Kreisen italienischer politischer Flüchtlinge in Paris war, galt er immer als Bezugspunkt für den Antifaschismus.
In den ersten Jahren des Exils war er an der Gründung der Concentrazione antifascista beteiligt, einer parteiübergreifenden Organisation, an der die Italienische Republikanische Partei, die Italienische Sozialistische Partei, die Sozialistische Partei der italienischen Arbeiter, die CGIL und die Italienische Liga der Menschenrechte teilnahmen. 1928 leistete er seinen Beitrag zur Konzeption und Ausarbeitung von zwei Bündnispakten zwischen den italienischen und spanischen Republikanern.
1929 schloss er sich der aufstrebenden Bewegung für Giustizia e Libertà an. Diese entwickelte sich zur Wiege der Partito d’Azione.
Seinen Lebensunterhalt bestritt er aus seinem Einkommen als Arbeiter in einer Druckerei. Nach seiner Entlassung kaufte er mit dem Geld von Freunden eine Buchhandlung in Toulouse, wohin er 1934 zog. Die Buchhandlung wurde bald zu einer Anlaufpunkt für tososanische antifaschistische und fortschrittliche Intellektuelle. Während des spanischen Bürgerkriegs war sie ein Ort des Gedankenaustausches in deren Keller konspirative Treffen stattfanden.

### Politisches Denken
Silvio Trentin entwickelte eine originelle föderalistische Staatstheorie. In "La crisi del diritto e dello stato" ("Die Krise des Rechts und des Staates") von 1935 stellt Trentin seine Rechtsphilosophie vor, die ihm dazu dienen wird, den Rechtspositivismus zu kritisieren und die philosophischen Grundlagen zu liefern, die seinen Vorstellungen von Freiheit, Autonomie, Demokratie und Pluralismus zugrunde liegen. Er argumentiert, dass die konventionellen Doktrinen der Hobbes'schen Ableitung, die nur das positive Gesetz als existent betrachten, einen fundamentalen Fehler implizieren, dass der freie Mann außerhalb des Staates unsozial ist. Für Trentin ist der Staatsbegriff direkt der Gesellschaft zuzuschreiben, da er das Prinzip darstellt, auf dem das zivile Zusammenleben beruht. In "State-Nation-Federalism" von 1945 sucht er nach seinem föderalistischen Modell. Die historische Kritik liefert ihm die theoretischen Voraussetzungen, um eine Grundlage zu finden, auf der das föderalistische Bewusstsein aufgebaut und sein Bundeslandmodell vorgezeichnet werden kann.

### Im venezianischen Widerstand
Mit dem Fall Mussolinis kehrte er Anfang September 1943 in San Donà di Piave zurück. Zu diesem Zeitpunkt litt er bereits an Herzproblemen. Nach dem 8. September strengte er als Vertreter von Giustizia e Libertà das Inszenesetzen einer Asymmetrische Kriegführung in Venetien an und lehnte eine Einladung von Emilio Lussu ab, sich der Leitung des Comitato di Liberazione Nazionale in Rom anzuschließen.

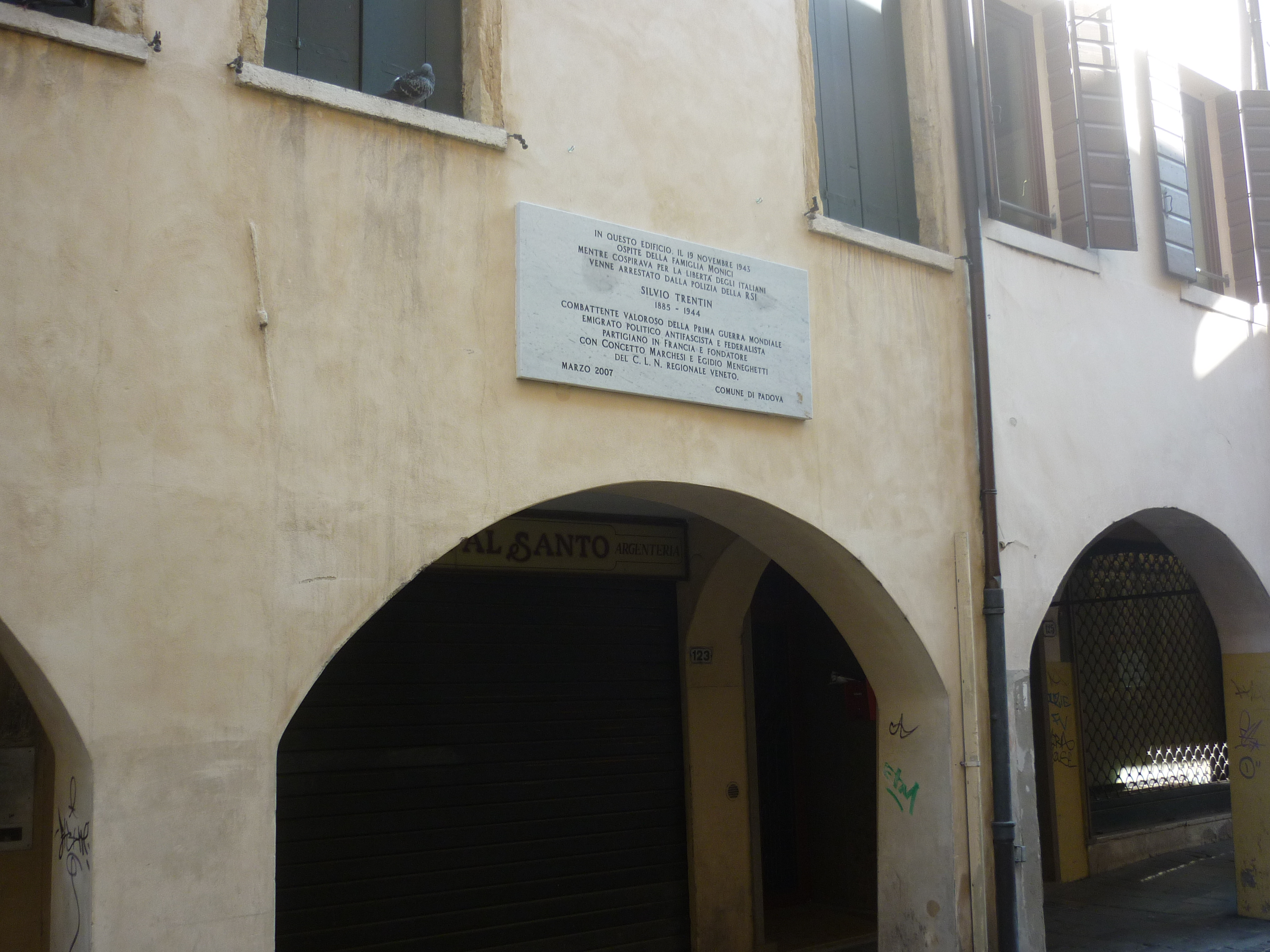
Die Gedenktafel befindet sich in dem Haus in Padua, in dem Silvio Trentin festgenommen wurde

Am 19. November 1943 wurde er in Padua von der faschistischen Polizei festgenommen. Er wurde im Dezember freigelassen und zuerst in Treviso, dann in Monastier wegen der Verschlimmerung seiner Herzkrankheit, die im März 1944 zu seinem Tod führte, ins Krankenhaus eingeliefert. Während der Monate des Krankenhausaufenthaltes in der Monastier-Klinik in Treviso entwarf er eine Verfassung für ein postfaschistisches Italien.
Seine Frau war Giuseppina (Beppa) Nardari Trentin (25. Mai 1892; † 17. Mai 1967) ihre Kinder waren der Kunstkritiker Giorgio Trentin (23. Juli 1917; † 17. Juli 2013) die Französin Franca Trentin (13. Dezember 1919; † 28. November 2010) und Bruno Trentin von 1988 bis Juni 1994 Generalsekretär der Confederazione Generale Italiana del Lavoro.

## Gedenken
- An der Außenwand des Palazzo Dolfin Manin in Rialto wird auf ihn mit einer Gedenktafel hingewiesen.
- Otello Pighin[7] benannte eine 1944 gegründete Partisanenbrigade nach ihm.
- Die Universität Venedig würdigte Silvio Trentin, indem er die Aula Magna im Hauptquartier von Ca' Dolfin nach ihm benannte.[8]
- Nach Silvio Trentin sind benannt: das Amtsgericht und eine Grundschule in San Donà di Piave, eine Mittelschule in Venedig Mestre, ein Boulevard in der französischen Stadt Toulouse, ein Platz in Treviso, eine Riviera in Mira (Venedig), eine Straße in Mestre (Venedig) und eine Straße in Monastier di Treviso.[9]

## Werk
- Della natura giuridica dei consorzi amministrativi di bonifica nella legislazione italiana e di alcune preliminari ed attinenti, Roma, Direzione dell'archivio giuridico, 1907.
- Alcune osservazioni in materia di tassa di circolazione sulle azioni commerciali, Pisa, Direzione Archivio giuridico, 1909.
- Sull'impugnativa in via possessoria degli atti amministrativi, Pisa, Direzione Archivio giuridico, 1909.
- L'actio finium regundorum in confronto del demanio pubblico, Milano, Societa ed. libraria, 1910.
- La cosa giudicata nelle decisioni delle sezioni giurisdizionali del Consiglio di Stato, Pisa, Tip. F. Nistri, 1910.
- La determinazione giuridica della natura e della estensione dei nuovi diritti e delle nuove funzioni dello Stato in ordine alla navigazione aerea , Verona, Società Cooperativa Tipografica, 1910.
- Il diritto dello Stato sullo Spazio aereo, Roma, Tip. Unione Ed., 1910.
- Diritto penale e diritto amministrativo, Milano, Francesco Vallardi, 1910.
- La nuova legge sullo stato giuridico degli impiegati civili e la Corte dei Conti, Torino, Unione tip. editr. torinese, 1910.
- La polizia della locomozione aerea, Milano, Francesco Vallardi, 1910.
- La responsabilità collegiale, Milano, Francesco Vallardi, 1910.
- Sulla nozione di reato contravvenzionale e di contravvenzione amministrativa, Pisa, s.n., 1910.
- La difesa giurisdizionale in materia tributaria con speciale riguardo alla tassa di famiglia, Città di Castello, Lapi, 1911.
- L'odierna crisi dei comuni in Italia ed i suoi rimedi amministrativi, Milano, Società Editrice Libraria, 1911.
- Il decreto Bonomi sulla derivazione di acque pubbliche e gli interessi dell'agricoltura nazionale, Roma, s.n., 1918.
- Per un nuovo orientamento della legislazione in materia di bonifiche in rapporto alle presenti esigenze dell'economia nazionale, Venezia, Tip. della Cooperativa Casa del Popolo, 1919.
- La bonifica umana, scopo essenziale della bonifica idraulica ed indispensabile premessa della bonifica agraria, Venezia, s.n., 1922.
- Gli Enti pubblici del Veneto di fronte al problema delle utilizzazioni idrotecniche, Venezia, Ferrari, 1922.
- La restaurazione delle terre liberate in Italia e l'opera dell'Istituto federale di credito per il risorgimento delle Venezie, Bologna, Zanichelli, 1923.
- Autonomia, autarchia, decentramento, Venezia, Ferrari, 1925.
- Corso di istituzioni di diritto pubblico, Padova, La Litotipo, 1926.
- Di alcune questioni in tema di processo davanti ai tribunali speciali delle acque pubbliche, Modena, Soc. Tip. Modenese, 1926.
- L'aventure italienne: legendes et realites, Paris, Presses Universitaires de France, 1928.
- Les transformations recentes du droit public italien de la charte de Charles-Albert a la creation de l'etat fasciste, Paris, M. Giard, 1929.
- Antidémocratie, Paris, Librairie Valois, 1930.
- Aux sources du fascisme, Paris, M. Rivière, 1931.
- Le code penal fasciste, Paris, Editions de la Ligue italienne des droits de l'homme, 1931.
- Fascisme et Société des nations, Paris, Librairie universitaire J. Gamber, 1931.
- Le fascisme à Genève, Paris, M. Rivière, 1932.
- La libertà e le sue guarentigie, Paris, Librairie S.F.I.C., 1932.
- La mystification de l'amnistie fasciste, Marseille, ESIL, 1933.
- Riflessioni sulla crisi e sulla rivoluzione, Marseille, ESIL, 1933.
- La crise du droit et de l'etat, Paris - Bruxelles, L'Eglantine, 1935.
- Dix ans de fascisme totalitaire en Italie: de l'installation du Tribunal spécial à l'établissement de l'Empire, Paris, Editions sociales internationales, 1937.
- Lauro de Bosis: chantre et héros de la liberté, Toulouse, Jean Flory, 1939.
- Stato, nazione, federalismo, Milano, La Fiaccola, 1945.

## Bibliografie
- Morena Biason, Un soffio di libertà. La Resistenza nel basso Piave, Portogruaro, Nuova Dimensione, 2007. ISBN 978-88-89100-41-7
- Renzo Biondo, Marco Borghi, a cura di, Giustizia e libertà e Partito d'azione a Venezia e dintorni, Portogruaro, Nuova Dimensione, 2005. ISBN 88-89100-17-6
- Norberto Bobbio, Ricordo di Silvio Trentin, Venezia, Sorteni, 1955.
- Fulvio Cortese, Libertà individuale e organizzazione pubblica in Silvio Trentin, Milano, Franco Angeli, 2008. ISBN 978-88-464-9643-0
- Paolo Gobetti, a cura di, Silvio Trentin, Scritti inediti. Testimonianze studi, Parma, Guanda editore, 1972.
- Moreno Guerrato, Silvio Trentin, un democratico all'opposizione, Milano, Vangelista, 1981.
- Giannantonio Paladini, Nicoletta Pannocchia (a cura di), Silvio Trentin e la Francia: saggi e testimonianze, Venezia, Marsilio, 1991. ISBN 88-317-5462-9
- Frank Rosengarten, Silvio Trentin dall'interventismo alla Resistenza, Milano, Feltrinelli, 1980.
- Carlo Verri, Silvio Trentin e Ivanoe Bonomi: crisi della democrazia, in “Italia Contemporanea”, n. 262.
- Carlo Verri, Silvio Trentin e Giovanni Colonna di Cesarò. Note sull'antifascismo democratico degli anni Venti, in “Venetica”, n. 2, 2009.
- Carlo Verri, Caro Nenni. Appunti per un epistolario di Silvio Trentin, in “Annali della Fondazione Ugo La Malfa”, 2009.
- Carlo Verri, Il primo antifascismo in esilio in una lettera di Trentin a Turati, in “Italia Contemporanea”, n. 252-253.
- Carlo Verri, Trentin-Grieco. Un carteggio nel mezzo della guerra d'Etiopia, in “Italia Contemporanea”, n. 242.
- Massimo Luciani, L'Italia ritrovata grazie ad un poeta? Politica e forme di governo nel pensiero di Giacomo Leopardi, in: “Diritto pubblico”, numero: 1-2 gennaio-agosto, pp. 55–140, Il Mulino, 2010.
- Carlo Verri,Guerra e Libertà. Silvio Trentin e l'antifascismo italiano (1936–1939), Roma, XL, 2011.
- Carlo Verri, Il federalismo antifascista di Silvio Trentin, in "Storia e politica", n. 2, 2012.
- Carlo Verri, Le commemorazioni: uno strumento della politica, in “Annali della Fondazione Ugo La Malfa”, 2011.
- Carlo Verri, L'affaire Tasca e la "terza forza": un episodio della guerra fredda, in “Annali della Fondazione Ugo La Malfa”, 2012.
- Carlo Verri (a cura di), I Trentin a Mira nella Resistenza, Mira, Anpi, 2013.
- Alberto Mazzuca, Luciano Foglietta, Mussolini e Nenni, amici nemici, Argelato (BO), Minerva Edizioni, 2015. ISBN 978-88-7381-589-1
- Carlo Verri, Silvio Trentin e la Grande Guerra, in Fulvio Cortese (a cura di), Liberare e federare. L'eredità intellettuale di Silvio Trentin, Firenze, Firenze University Press, 2016.
- Carlo Verri, Prove di costituzione nella Resistenza, in Fulvio Cortese (a cura di), Resistenza e diritto pubblico, Firenze, Firenze University Press, 2016.